# Riksdag

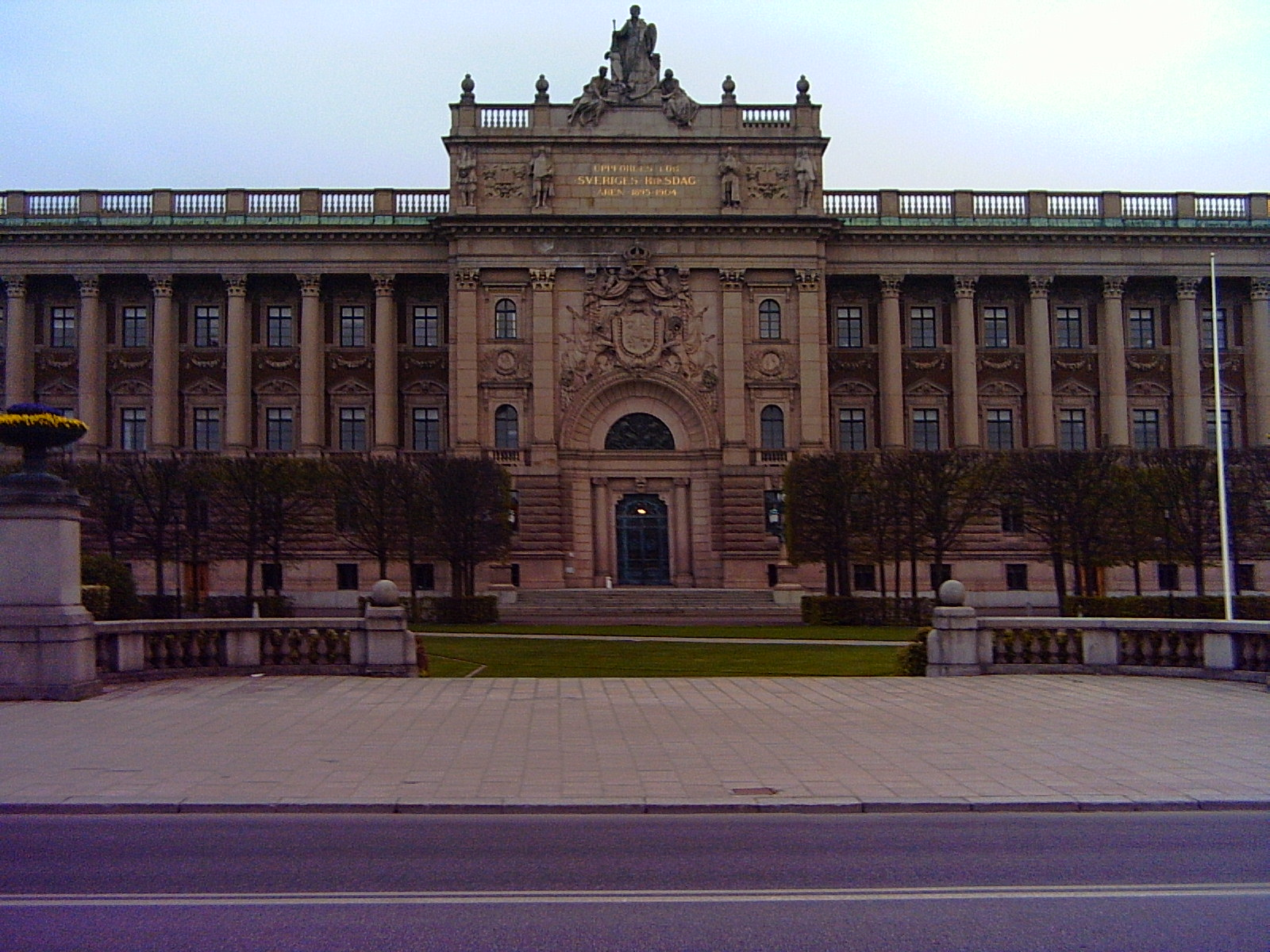
Parlament (Riksdagshuset)

Riksdag (szw. Sveriges riksdag) – jednoizbowy parlament Królestwa Szwecji. Liczy 349 posłów, wybieranych na czteroletnią kadencję (do 1994 roku, kadencja riksdagu trwała 3 lata).
Po raz pierwszy Riksdag zebrał się w 1435 w Arboga jako nieformalny zjazd szlachty szwedzkiej. Dopiero w 1527 uzyskał kształt formalny, kiedy to król Szwecji Gustaw I Waza wprowadził do parlamentu przedstawicieli czterech stanów królestwa: duchowieństwo, szlachtę, mieszczaństwo i chłopów. Parlament stanowy nosi w historiografii szwedzkiej nazwę Ståndsriksdagen. System ten utrzymał się do 1866, kiedy to zniesiono segregację stanową, a Riksdag przekształcił się w parlament dwuizbowy. W roku 1969 zniesiono izbę wyższą i odtąd Riksdag jest parlamentem jednoizbowym.

## Wybory
Wybory do Riksdagu są powszechne, równe, bezpośrednie i odbywają się w głosowaniu tajnym. System wyborczy jest mieszany. Głosowanie odbywa się na listy partyjne, ale w ramach list partyjnych istnieje możliwość dokonywania wyborów imiennych na poszczególnych kandydatów. Mandaty rozdzielane są  w pierwszej kolejności wśród kandydatów, którzy uzyskali co najmniej 5% głosów imiennych na swoich listach partyjnych, według proporcji uzyskanych głosów, w drugiej na pozostałych według miejsca na liście.
310 mandatów pochodzi z 29 okręgów wyborczych, a 39 stanowią mandaty wyrównawcze (utjämningsmandat). Ta druga grupa mandatów rozdzielana jest między partie, które dostały się do Riksdagu po przekroczeniu wymaganego progu 4% głosów w skali państwa. Partie, które nie uzyskały tych 4%, ale w jednym z okręgów zdobyły 12% głosów również mogą mieć swoich posłów w parlamencie, ale nie mogą uczestniczyć w rozdziale drugiej grupy mandatów.
Deputowani są wybierani w ordynacji proporcjonalnej, według zmodyfikowanej metody Sainte–Laguë. Obywatele, którzy ukończyli 18 lat uzyskują prawo wyborcze zarówno czynne, jak i bierne.

## Zasady działania Parlamentu
Charakterystyczna dla szwedzkiego parlamentu jest funkcja zastępców (ersättare), wyznaczanych w procesie podziału mandatów. Każdy deputowany ma co najmniej trzech zastępców. Zastępca przejmuje obowiązki posła, gdy ten nie może ich sprawować przez okres dłuższy niż miesiąc. Przyczyną przerwy może być dłuższa choroba, urlop na wychowanie dziecka, pobyt zagraniczny i podobne. Poseł powołany na ministra w rządzie lub wyznaczony przez Riksdag na stanowisko talmana (przewodniczącego Riksdagu) również przekazuje swoje obowiązki zastępcy ze względu na zakaz łączenia tych funkcji z mandatem poselskim. Po ustaniu przyczyn powodujących przerwę poseł obejmuje na powrót swoje miejsce w Riksdagu. Zastępca pochodzi z tej samej partii, co zastępowany przez niego poseł.
Riksdag jest głównym organem władzy w państwie. Posiada funkcję ustawodawczą i kontrolną. Dodatkowo jego pozycję wzmacnia wyłączne prawo do zmiany konstytucji.
Szwedzka konstytucja składa się z 4 równorzędnych ustaw zasadniczych (grundlagar). Są to:
- ustawa o formie rządu (Regeringsformen)
- ustawa o porządku sukcesyjnym (Successionsordningen)
- ustawa o wolności druku (Tryckfrihetsförordningen)
- ustawa o wolności wypowiedzi (Yttrandefrihetsgrundlagen).

Badaniem zgodności praw z konstytucją zajmują się na podstawie odpowiednich przepisów ustawy o formie rządu:
- istniejąca od 1908 Rada Prawa (Lagrådet), w skład której wchodzą aktualni lub byli sędziowie Sądu Najwyższego i Najwyższego Sądu Administracyjnego w liczbie 6
- sądy powszechne i organy publiczne.

Na etapie prac wstępnych projekt nowego prawa lub zmian w obowiązującym prawie przesyłany jest przez rząd lub uprawnione komisje Riksdagu do Rady Prawa. Rada Prawa sprawdza, czy projekt jest zgodny z konstytucją, czy nie koliduje z innymi przepisami prawnymi i czy nie zagraża porządkowi prawnemu i wydaje opinię publikowaną na swojej stronie internetowej. Rząd nie ma obowiązku przesłania projektów ustaw do Rady, ale musi przedstawić tego powody przed Riksdagiem. Opinie Rady nie są wiążące, nie ma obowiązku uwzględnienia zaleceń Rady w tekście uchwalonej ustawy, a negatywna opinia Rady nie stanowi przeszkody dla wejścia ustawy w życie.
Sądy powszechne i organa publiczne są uprawnione do badania zgodności przepisów prawa z konstytucją (lagprövningsrätt) w konkretnych, rozpatrywanych przez nie sprawach. Jeśli uznają, że przepis prawa jest niezgodny z konstytucją nie może on być stosowany.
Aby dokonać zmiany konstytucji Riksdag musi ogłosić bezwzględną większością głosów dwie identyczne uchwały, przedzielone wyborami parlamentarnymi. Z tymi wyborami można przeprowadzić referendum konstytucyjne. Aby je przeprowadzić wystarczy jedynie zgłoszenie wniosku przez 1/10 ogółu posłów i przyjęcie go przez 1/3. Jeśli obywatele opowiedzą się przeciw zmianie, parlament nie może podjąć drugiej uchwały. Jeżeli obywatele będą za, procedura zmiany konstytucji jest kontynuowana przez nowo wybrany Riksdag.
Po wyborach powstaje Komitet Weryfikacji Wyborów (Valprövningsnämnd), gdzie może być zaskarżone nieprawidłowe ich przeprowadzenie. W jego skład wchodzi:
- przewodniczący (zostaje nim sędzia lub były sędzia, który nie może być równocześnie deputowanym)
- 6 członków.

Na czele parlamentu stoi talman (przewodniczący Riksdagu). Jest on drugą w hierarchii osobą w państwie, po monarsze. Poza uprawnieniami wynikającymi z przewodniczenia Riksdagowi takimi jak: interpretacja parlamentarnych procedur, zarządzanie porządkiem obrad, ścieżkami legislacyjnymi, ustalanie kolejności zabierania głosu przez posłów, posiada on określone uprawnienia głowy państwa, z których najważniejsze są wyznaczanie premiera i powierzanie mu misji tworzenia rządu. Talman musi pozostać bezstronny, więc nie głosuje i nie przemawia w imieniu swojej partii. Talman kieruje pracą Konferencji  Przewodniczących (Ordförandekonferensen), która ma duży wpływ na procesy ustawodawcze, w skład której wchodzą przewodniczący komisji Riksdagu i Komisji ds UE, oraz przewodniczy Zarządowi Administracji Riksdagu (Riksdagsstyrelsen).
Riksdag powołuje również ombudsmana sprawiedliwości (justitieombudsman, właściwie Riksdagens ombudsman – ombudsman Riksdagu). Głównym zadaniem ombudsmana sprawiedliwości jest ochrona obywateli przed nadużyciem władzy przez organy państwowe (z wyjątkiem rządu, nad działalnością którego kontrolę sprawuje Kanclerz sprawiedliwości) i poszczególnych urzędników. Obywatele mogą zwracać się do ombudsmana imiennie lub anonimowo za skargami na potraktowanie ich przez urzędy. Do wniesienia skargi nie jest wymagane posiadanie obywatelstwa szwedzkiego lub osiągnięcie pełnoletniości przez skarżącego. Ombudsman może udzielić nagany, a w przypadku podejrzenia nadużycia (poza sprawami dotyczącymi wolności druku i wypowiedzi, które należą do kompetencji Kanclerza sprawiedliwości) poważniejszego charakteru może wnieść oskarżenie przeciwko winnym urzędnikom.
Oprócz ombudsmana Riksdag powołuje również szefa Szwedzkiego Banku Narodowego (Riksbank), talmana, szefa kancelarii, sekretarza Riksdagu i przewodniczących stałych i specjalnych (ad hoc) komisji oraz stałą Komisję Spraw Zagranicznych (Utrikesnämnd), prowadzącą obrady pod przewodnictwem głowy państwa, tj. monarchy, a składającą się z talmana, 9 deputowanych i ich 9 zastępców. Jest to organ wspólny parlamentu i rządu. Rząd jest zobowiązany do informowania Komisji Spraw Zagranicznych w istotnych sprawach dotyczących polityki zagranicznej, jak również do przeprowadzenia konsultacji przez podejmowaniem istotnych decyzji. Uczestniczące w pracach Komisji partie opozycji parlamentarnej uzyskują tym samym wgląd w prowadzoną przez rząd politykę zagraniczną i uzyskują na nią wpływ. Do roku 1993 z uczestniczenia w pracach Komisji wykluczona była Partia Lewicy (Vänsterpartiet), jedna z byłych szwedzkich partii komunistycznych. Komisje mają dużą autonomię. Są wybierane na podstawie układu sił partyjnych w parlamencie. Ich kompetencje to: opiniowanie projektów ustaw i uchwał przedłożonych później Riksdagowi. Komisje to miejsce dyskusji z udziałem ekspertów i ministrów, które krystalizują ostatecznie kształt i treść przyszłej ustawy. Jeśli państwo szwedzkie znajduje się w stanie wojny, członkowie Komisji Spraw Zagraniczną decydują, o ile to możliwe wspólnie z premierem rządu, o zastąpieniu Riskdagu Delegacją Wojenną (Krigsdelegation). Delegacja Wojenna składa się z 50 posłów wybranych uprzednio przez Riskdag. Przewodniczy jej talman.
Przedterminowe rozwiązanie parlamentu może nastąpić w dwóch przypadkach. W pierwszym musi zostać czterokrotnie odrzucona przedłożona przez talmana kandydatura nowego premiera. W drugim, gdy rząd w ciągu tygodnia od uchwalenia wotum nieufności (instrument ten istnieje w Szwecji dopiero od 1969), zarządzi nowe wybory.

### Przewodniczący I izby
- Gustaf Lagerbielke (1867–1876)
- Henning Hamilton (1877)
- Anton Niklas Sundberg (1878–1880)
- Gustaf Lagerbielke (1881–1891)
- Pehr von Ehrenheim (1891–1895)
- Gustaf Sparre (1896–1908)
- Christian Lundeberg (1909–1911)
- Ivar Afzelius (1912–1915)
- Hugo Hamilton (1916–1928)
- Axel Vennersten (1928–1936)
- Johan Nilsson (1937–1955)
- John Bergvall, Ludowa Partia Liberałów (1956–1959)
- Gustaf Sundelin, Ludowa Partia Liberałów (1959–1964)
- Erik Boheman, Ludowa Partia Liberałów (1965–1970)

### Przewodniczący II izby
- Anton Niklas Sundberg (1867–1872)
- Ferdinand Asker (1873–1875)
- Arvid Posse (1876–1880)
- Olof Wijk (1880–1890)
- Gustaf Ryding (1891)
- Carl Herslow (1892–1893)
- Robert De la Gardie (1894–1902)
- Axel Swartling (1903–1912)
- Carl Bonde (1913)
- Johan Widén (1914–1917)
- Daniel Persson (1918)
- Herman Lindqvist, Szwedzka Socjaldemokratyczna Partia Robotnicza (1918–1921)
- Viktor Larsson, Szwedzka Socjaldemokratyczna Partia Robotnicza (1922–1923)
- Herman Lindqvist, Szwedzka Socjaldemokratyczna Partia Robotnicza (1924–1927)
- Viktor Larsson, Szwedzka Socjaldemokratyczna Partia Robotnicza (1927)
- Bernhard Eriksson, Szwedzka Socjaldemokratyczna Partia Robotnicza (1928–1932)
- August Sävström, Szwedzka Socjaldemokratyczna Partia Robotnicza (1933–1952)
- Gustaf Nilsson, Szwedzka Socjaldemokratyczna Partia Robotnicza (1953–1957)
- Sven Patrik Svensson (1958–1960)
- Fridolf Thapper, Szwedzka Socjaldemokratyczna Partia Robotnicza (1960–1968)
- Henry Allard, Szwedzka Socjaldemokratyczna Partia Robotnicza (1969–1970)

## Przewodniczący jednoizbowego Riksdagu od 1971
| okres       | przewodniczący         | pierwszy wiceprzewodniczący                         | Drugi wiceprzewodniczący                                      | Trzeci wiceprzewodnicząc                                    |
| ----------- | ---------------------- | --------------------------------------------------- | ------------------------------------------------------------- | ----------------------------------------------------------- |
| 1971–1973   | Henry Allard (s)       | Torsten Bengtson (c)                                | Cecilia Nettelbrandt (fp)                                     | Ivar Virgin (m)                                             |
| 1973 – 1976 | Henry Allard (s)       | Torsten Bengtson (c)                                | Ivar Virgin (m)                                               | Cecilia Nettelbrandt (fp)                                   |
| 1976 – 1979 | Henry Allard (s)       | Torsten Bengtson (c)                                | Tage Magnusson (m)                                            | Karl Erik Eriksson (fp)                                     |
| 1979 – 1982 | Ingemund Bengtsson (s) | Ingegerd Troedsson (m)                              | Thorsten Larsson (c)                                          | Karl Erik Eriksson (fp)                                     |
| 1982 – 1985 | Ingemund Bengtsson (s) | Ingegerd Troedsson (m)                              | Anders Dahlgren (c)                                           | Karl Erik Eriksson (fp)                                     |
| 1985 – 1988 | Ingemund Bengtsson (s) | Ingegerd Troedsson (m)                              | Karl Erik Eriksson (fp) 1985–1988 Christer Eirefelt (fp) 1988 | Anders Dahlgren (c) 1985–1986 Bertil Fiskesjö (c) 1986–1988 |
| 1988 – 1991 | Thage G. Peterson (s)  | Ingegerd Troedsson (m)                              | Christer Eirefelt (fp)                                        | Bertil Fiskesjö (c)                                         |
| 1991 – 1994 | Ingegerd Troedsson (m) | Stig Alemyr (s)                                     | Christer Eirefelt (fp)                                        | Bertil Fiskesjö (c)                                         |
| 1994 – 1998 | Birgitta Dahl (s)      | Anders Björck (m)                                   | Görel Thurdin (c)                                             | Christer Eirefelt (fp)                                      |
| 1998 – 2002 | Birgitta Dahl (s)      | Anders Björck (m)                                   | Eva Zetterberg (v)                                            | Rose-Marie Frebran (kd)                                     |
| 2002 – 2006 | Björn von Sydow (s)    | Anders Björck (m) 2002 Per Westerberg (m) 2003-2006 | Kerstin Heinemann (fp)                                        | Helena Höij (kd)                                            |
| 2006 – 2010 | Per Westerberg (m)     | Jan Björkman (s)                                    | Birgitta Sellén (c)                                           | Liselott Hagberg (fp)                                       |
| 2010 – 2014 | Per Westerberg (m)     | Susanne Eberstein (s)                               | Ulf Holm (mp)                                                 | Liselott Hagberg (fp) 2010–2012 Jan Ertsborn (fp) od 2012   |
| 2014 – 2018 | Urban Ahlin (s)        | Tobias Billström (m)                                | Björn Söder (sd)                                              | Esabelle Dingizian (mp)                                     |
| 2018 – 2022 | Andreas Norlén (m)     | Åsa Lindestam (s)                                   | Lotta Johnsson Fornarve (v)                                   | Kerstin Lundgren (c)                                        |
| 2022 –      | Andreas Norlén (m)     | Kenneth G. Forslund (s)                             | Julia Kronlid (sd)                                            | Kerstin Lundgren (c)                                        |